# 机张邑
机张邑（：／ Gijang-eup）是韩国釜山广域市机张郡所辖的一个邑。机张邑位于机张郡南部，为郡行政中心。总面积39.14km²，总人口19,811户、51,610人(2009.6)。包含14个法定里、38个行政里。